# Vanamõisa (Vigala)
Vanamõisa – wieś w Estonii, w prowincji Rapla, w gminie Vigala.